# Chropy-Kolonia
Chropy-Kolonia (do 2008 Chropy) – wieś w Polsce położona w województwie łódzkim, w powiecie poddębickim, w gminie Poddębice. Do 2008 roku formalnie była kolonią.
W latach 1975–1998 miejscowość administracyjnie należała do województwa sieradzkiego.
Wieś jest częścią sołectwa Chropy.